# Abrostola triplasia
Abrostola triplasia (tên tiếng Anh: Dark Spectacle) là một loài bướm đêm thuộc họ Noctuidae.
Sải cánh dài 32–38 mm.

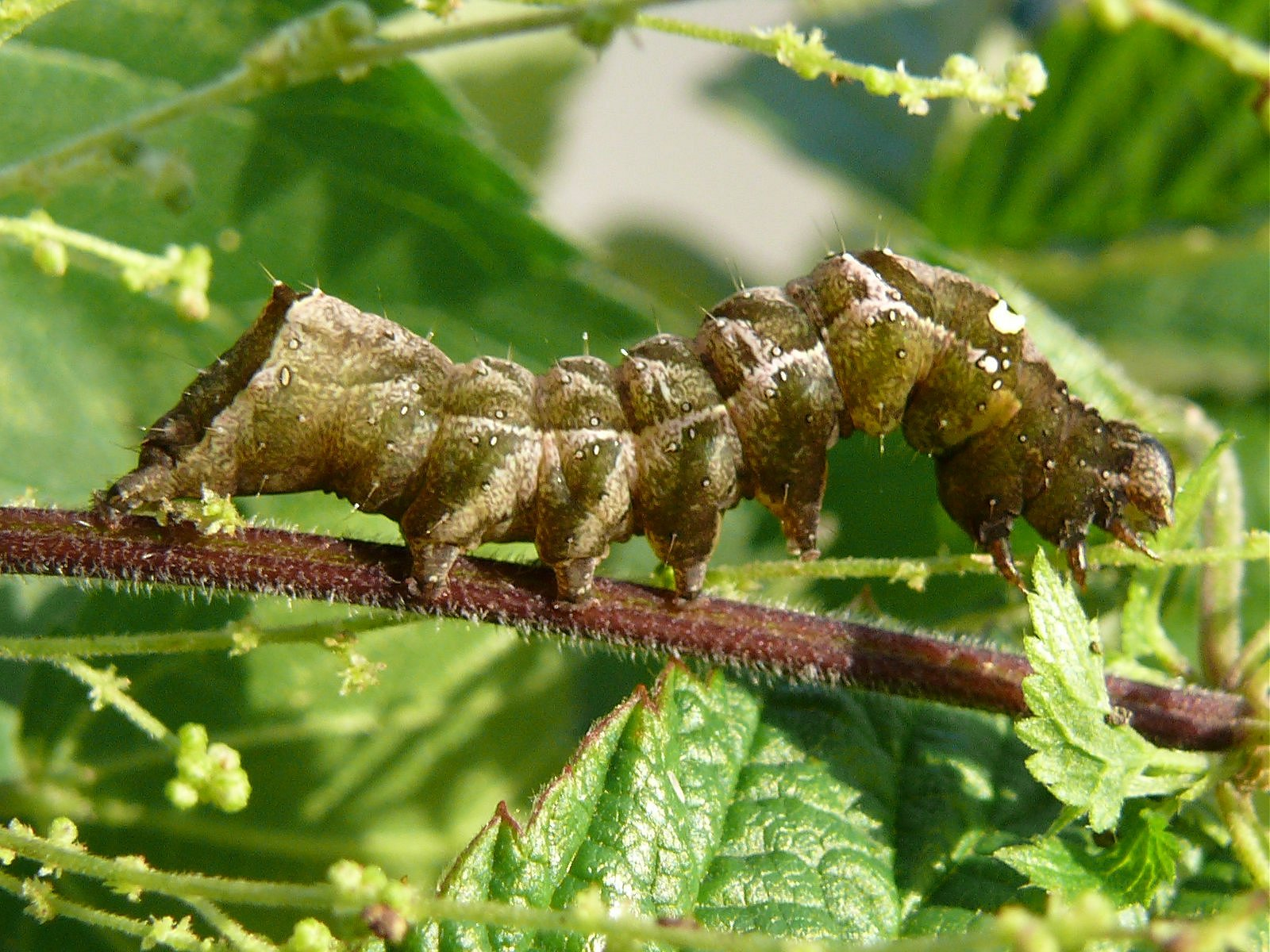
Sâu bướm

Ấu trùng ăn Urtica dioica, Humulus lupulus, Parietaria.

## Hình ảnh

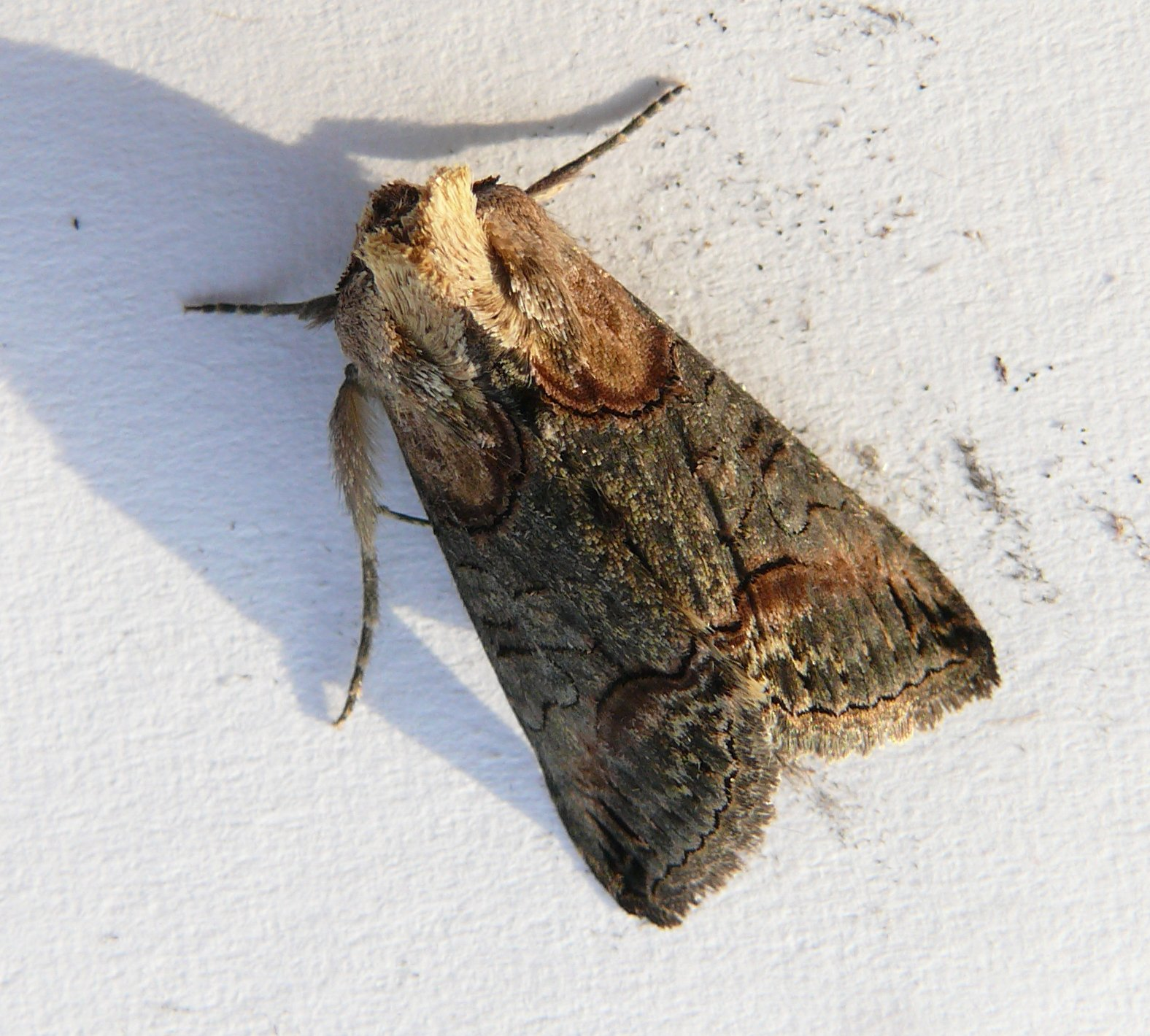
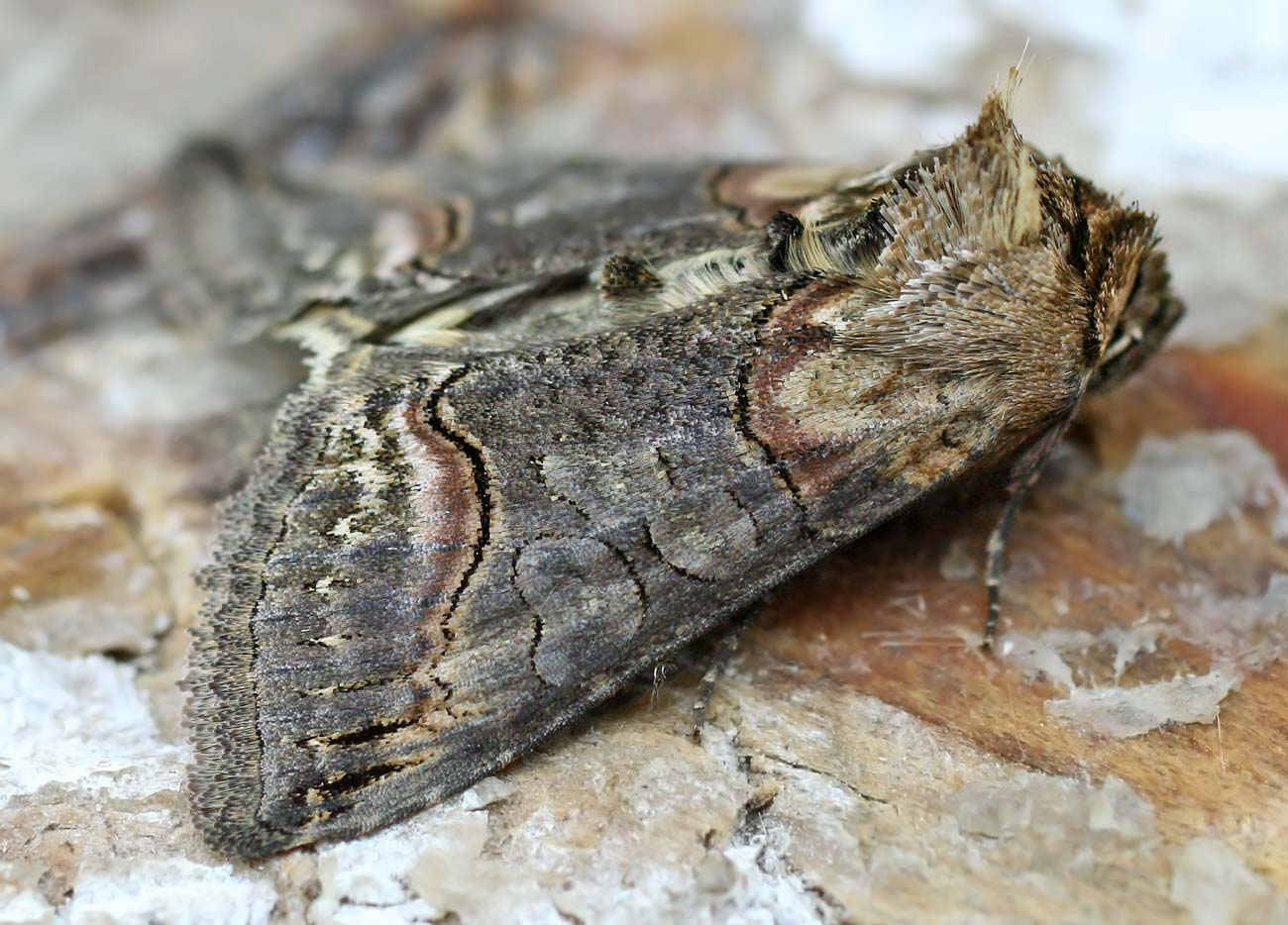
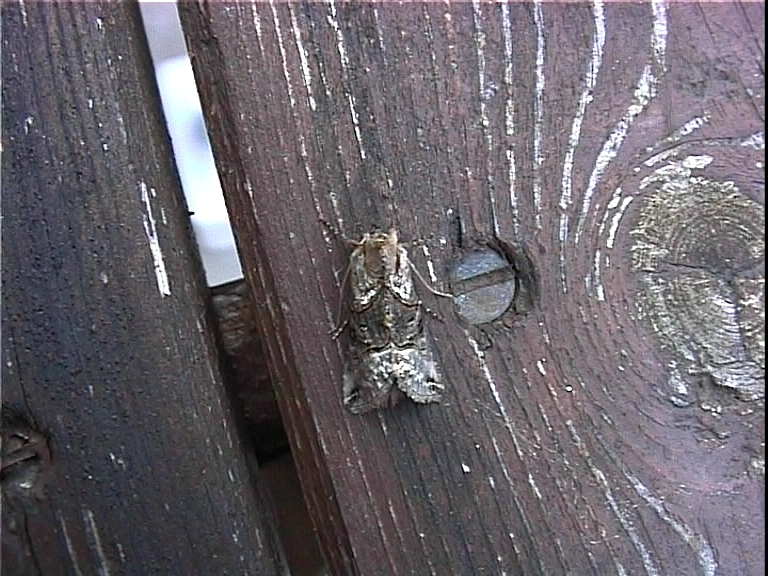
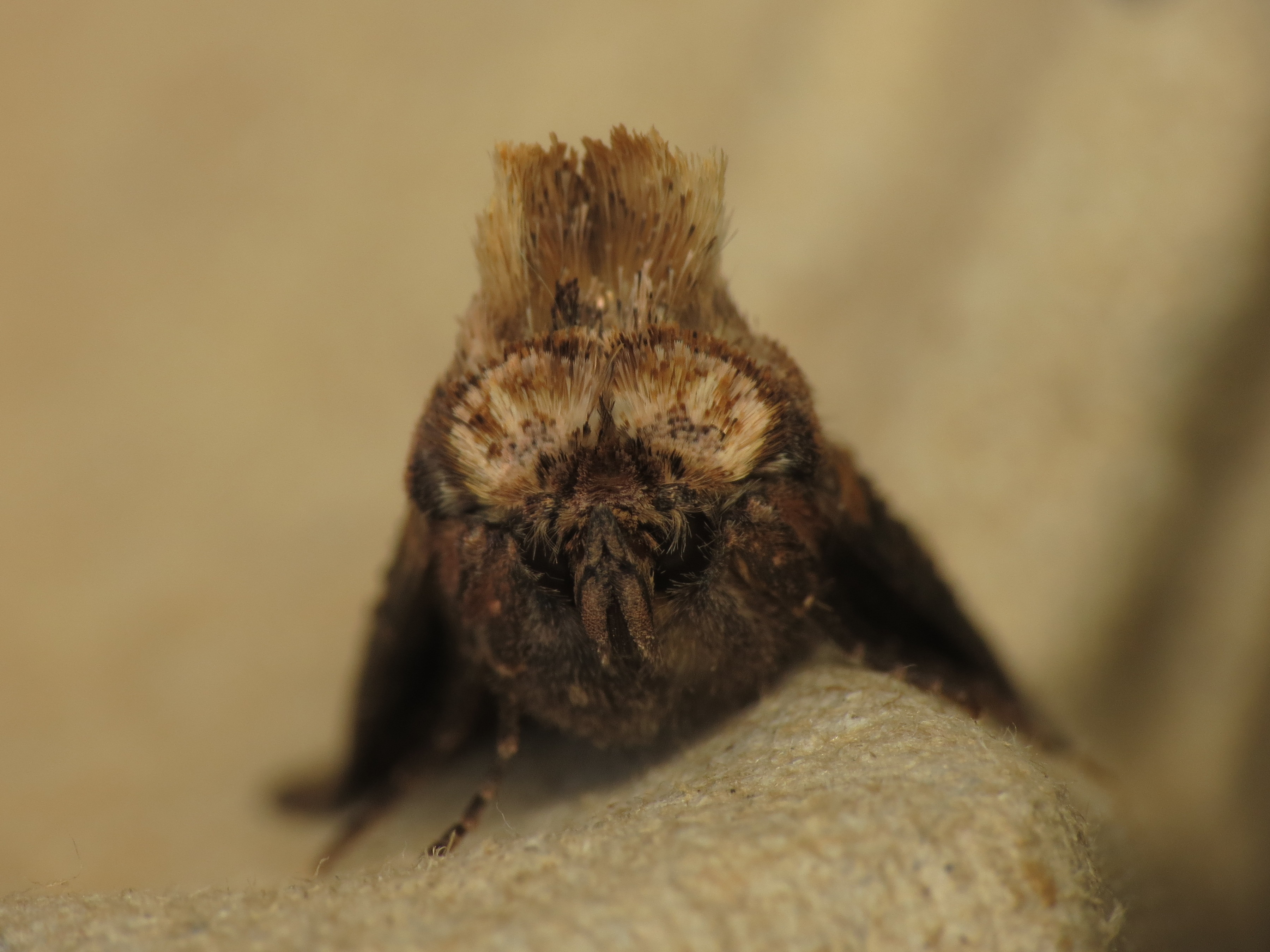